# Галкув-Малий
Галкув-Малий (пол. Gałków Mały) — село в Польщі, у гміні Колюшки Лодзький-Східного повіту Лодзинського воєводства.
Населення — 1805 осіб (2011).
У 1975-1998 роках село належало до Пйотрковського воєводства.

## Демографія
Демографічна структура станом на 31 березня 2011 року:
|          | Загалом | Допрацездатний вік | Працездатний вік | Постпрацездатний вік |
| -------- | ------- | ------------------ | ---------------- | -------------------- |
| Чоловіки | 861     | 142                | 612              | 107                  |
| Жінки    | 944     | 167                | 525              | 252                  |
| Разом    | 1805    | 309                | 1137             | 359                  |